# Yvonne Anderson
Yvonne Anderson (nacida el 8 de marzo de 1990 en Springdale, Arkansas) es una jugadora de baloncesto estadounidense nacionalizada serbia. Con 1.75 metros de estatura, juega en la posición de escolta.